# Galleria comunale d'arte di Cagliari
La Galleria comunale d'arte di Cagliari è un'istituzione museale situata a Cagliari in una struttura storica ai giardini pubblici, in largo Dessì. 
Inaugurata nel 1933, è   la principale sede dei musei civici di Cagliari che comprendono anche il palazzo di Città, il Museo d'arte siamese Stefano Cardu e il Museo etnografico.

## Storia
La galleria sorge nella polveriera dell'arsenale sabaudo, risalente alla fine del Settecento. Il prospetto principale neoclassico, che divenne il fondale prospettico del viale dei Giardini Pubblici, fu realizzato nel 1828 da Carlo Boyl di Putifigari.
Dismesso l'uso militare alla fine dell'Ottocento e acquisito dalla municipalità, l’edificio subì delle nuove modifiche all’inizio degli anni trenta del Novecento, ad opera di Ubaldo Badas, per divenire Galleria d’arte, primo museo civico della Sardegna, nel 1933.
Alla galleria è annesso il CARTEC - Cave per l'arte Contemporanea, realizzato nelle grotte artificiali risalenti all'epoca medievale, che furono cave della pietra con cui fu costruita l'antica città di Cagliari. Durante la seconda guerra mondiale lo spazio fu utilizzato come rifugio antiaereo e come deposito. Restaurato nel 2015, il CARTEC ospita le esposizioni temporanee.

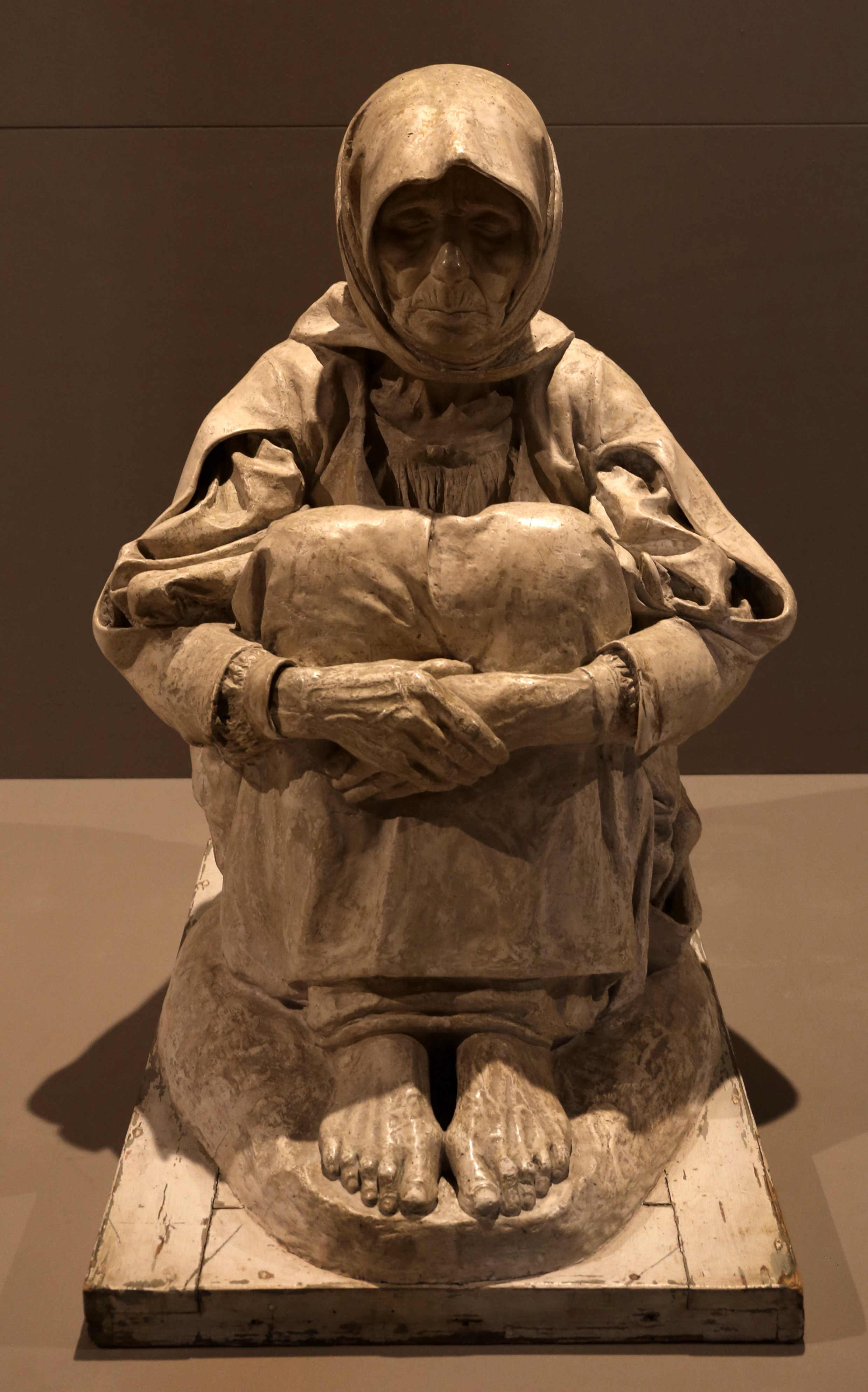
Francesco Ciusa, La madre dell'ucciso, 1906-1907

I giardini circostanti,  risalenti alla prima metà dell'Ottocento,  sono naturale estensione dello spazio del museo; ospitano, oltre alle originali sculture ottocentesche e alla statua di Cerere, di epoca romano imperiale, importanti opere scultoree di artisti contemporanei: Mimmo Paladino, Antonio Paradiso, Mauro Staccioli. 
Con la delibera n. 240 emessa nel febbraio 1933 dal Podestà di Cagliari Enrico Endrich, fu modificata la destinazione d'uso del fabbricato, originariamente destinato ad ospitare la Polveriera regia, affinché venisse istituita la Galleria civica di Cagliari. Tale intendimento fu fortemente caldeggiata dal pittore Filippo Figari, allora segretario del Sindacato fascista Belle Arti della Sardegna. Per la realizzazione della galleria fu investita la somma di 270.000 lire, che consentì  la ristrutturazione e trasformazione dello spazio museale, su progetto di Ubaldo Badas.
I primi nuclei delle collezioni vennero acquisiti negli anni trenta in occasione delle mostre regionali delle Belle Arti.  Nel giugno 1939, venne acquisito un nucleo di sette gessi originali di Francesco Ciusa, tra cui la Madre dell'ucciso e il bronzo Bontà. Negli anni cinquanta, le acquisizioni di opere d'arte, principalmente di artisti sardi del Novecento, proseguirono grazie all'attività dell'Associazione Amici del Libro. 
L'acquisizione delle ottantadue opere della collezione d'arte contemporanea è avvenuta negli anni settanta.
Negli anni ottanta – con l'allestimento del ciclo di mostre Per l'Arte in Sardegna -  la raccolta civica venne arricchita da nuovi significativi esemplari. 
La collezione Ingrao è stata acquisita nel 1999, in seguito alla donazione del collezionista Francesco Paolo Ingrao.
Alla direzione si sono alternati Ugo Ugo, dal 1967 al 1985, Anna Maria Montaldo, dal 1987 al 2017, Paola Mura, dal 2017.

## La collezione civica sarda

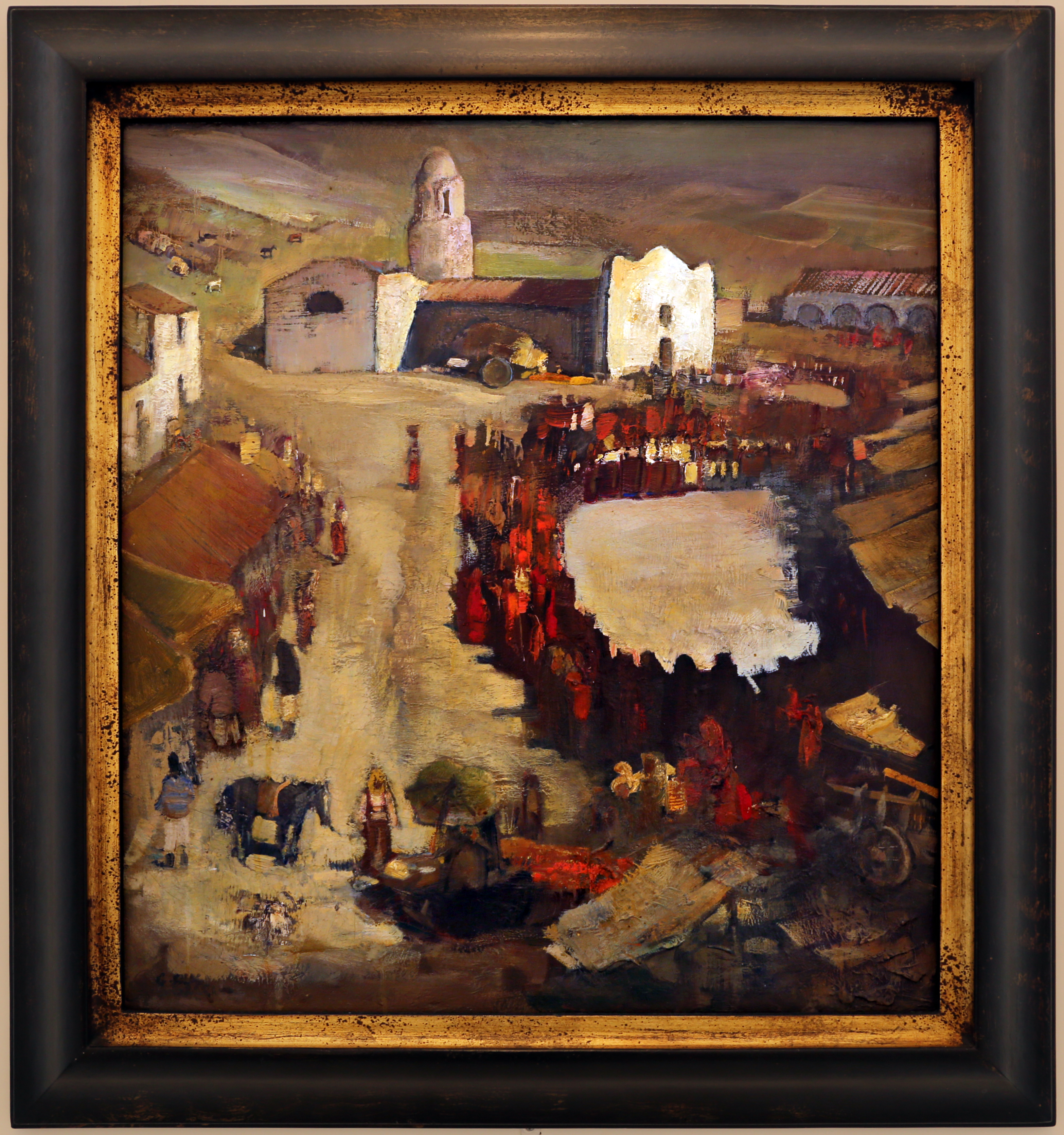
Giuseppe Biasi, Ballo tondo, 1934-35

La Collezione civica sarda rappresenta il primo nucleo di opere acquisite dal Comune di Cagliari a partire dai primi anni trenta del Novecento, momento in cui veniva istituita la Galleria comunale. A questo primo periodo risale l’acquisizione di parte delle opere espostie nelle mostre regionali del Sindacato Belle Arti.
Successivamente, nel giugno 1939, vengono acquistati il bronzo Bontà e un nucleo di sette gessi originali di Francesco Ciusa (1883-1949), comprendente la celebre scultura La madre dell'ucciso (1907), che rappresenta, in un’immagine-simbolo, la complessa identità del popolo sardo. A questo importante corpus di sculture di Ciusa si è aggiunta nel 1995 La Pietà. A Ciusa è dedicata un'intera sala del museo.
Con le altre opere di artisti sardi acquisite negli anni successivi, si è raccolto nella collezione un panorama esaustivo dell’arte,  della storia e della cultura della Sardegna del XX secolo.

## La collezione d'arte contemporanea
Inaugurata nel 1975, la Collezione d'Arte Contemporanea fu raccolta per iniziativa dell'allora Direttore Ugo Ugo che si propose di rappresentare le principali tendenze della ricerca contemporanea tra gli anni Sessanta e Settanta. A partire dal 1968 il Comune di Cagliari acquisì settanta opere di artisti e tredici di artisti locali, realizzate, salvo poche eccezioni, tra il 1968 e il 1974.

## La collezione Ingrao

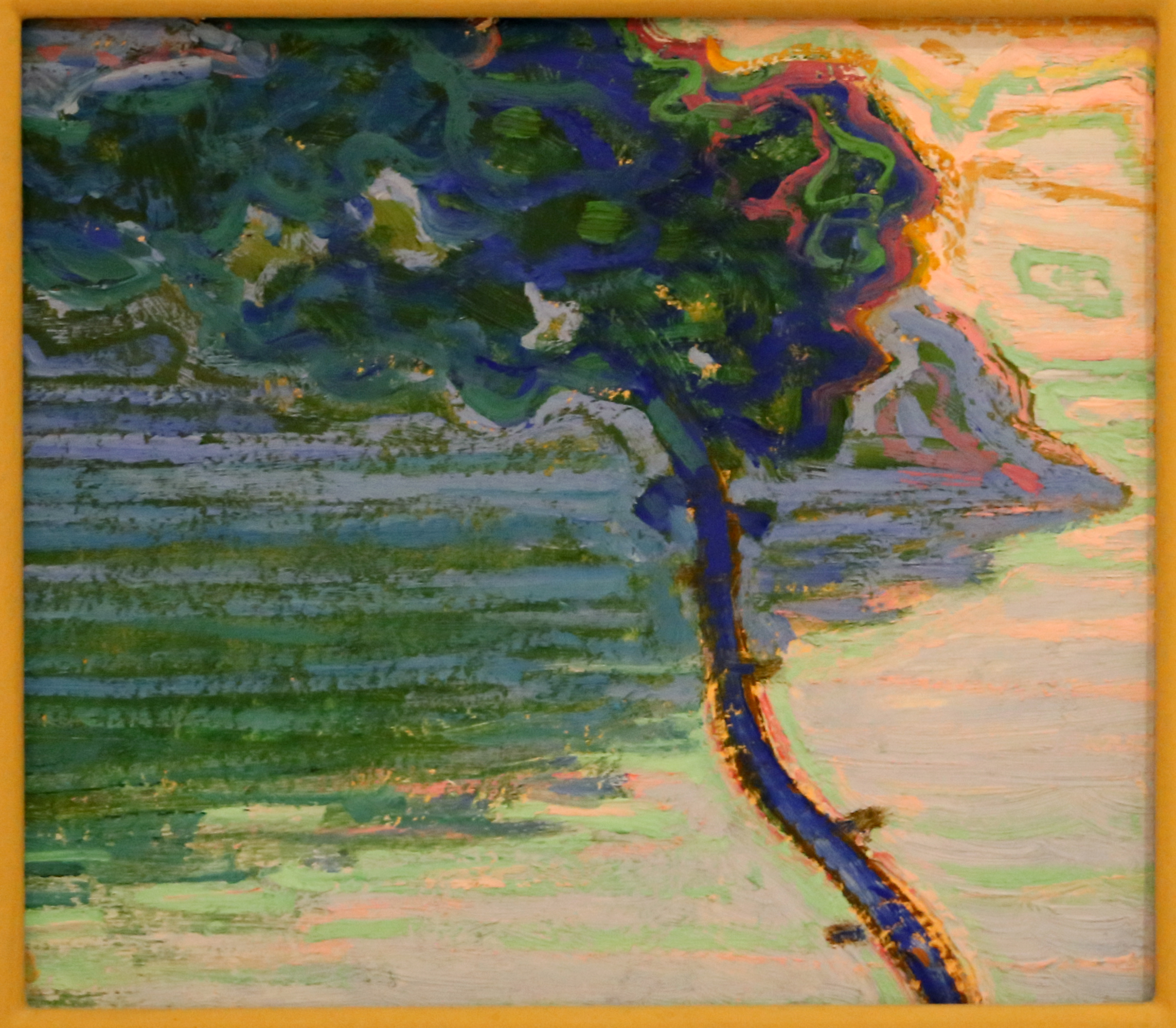
Umberto Boccioni, Paesaggio di mare, 1907 circa

La collezione Ingrao prende nome da Francesco Paolo Ingrao, che raccolse il corpus di opere donato nel 1999, dopo la sua morte, alla città di Cagliari per scelta di Elisa Mulas, sua assistente ed erede universale.